# Mistrovství světa v přespolním běhu
Mistrovství světa v přespolním běhu se poprvé uskutečnilo v roce 1973 v Waregemu. Od té doby se pořádal každoročně a pořádá to IAAF. Nahradilo Mezinárodní mistrovství přespolního běhu, které se konalo od roku 1898 do 1972. Bylo to každoroční soutěž až do roku 2011, kdy jej IAAF změnila na bienále, což se pořádá ve dvouletých cyklech.

## Přehled ročníků
| Pořadí | Mistrovství | Město           | Pořadatelská země | Datum konání                 |
| ------ | ----------- | --------------- | ----------------- | ---------------------------- |
| 1.     | MS 1973     | Waregem         | Belgie            | 17. březen 1973              |
| 2.     | MS 1974     | Monza           | Itálie            | 16. březen 1974              |
| 3.     | MS 1975     | Rabat           | Maroko            | 16. březen 1975              |
| 4.     | MS 1976     | Chepstow        | Velká Británie    | 28. únor 1976                |
| 5.     | MS 1977     | Düsseldorf      | Západní Německo   | 20. březen 1977              |
| 6.     | MS 1978     | Glasgow         | Velká Británie    | 25. březen 1978              |
| 7.     | MS 1979     | Limerick        | Irsko             | 25. březen 1979              |
| 8.     | MS 1980     | Paříž           | Francie           | 9. březen 1980               |
| 9.     | MS 1981     | Madrid          | Španělsko         | 28. březen 1981              |
| 10.    | MS 1982     | Řím             | Itálie            | 21. březen 1982              |
| 11.    | MS 1983     | Gateshead       | Velká Británie    | 20. březen 1983              |
| 12.    | MS 1984     | East Rutherford | USA               | 25. březen 1984              |
| 13.    | MS 1985     | Lisabon         | Portugalsko       | 24. březen 1985              |
| 14.    | MS 1986     | Colombier       | Švýcarsko         | 23. březen 1986              |
| 15.    | MS 1987     | Varšava         | Polsko            | 22. březen 1987              |
| 16.    | MS 1988     | Auckland        | Nový Zéland       | 26. březen 1988              |
| 17.    | MS 1989     | Stavanger       | Norsko            | 19. březen 1989              |
| 18.    | MS 1990     | Aix-les-Bains   | Francie           | 25. březen 1990              |
| 19.    | MS 1991     | Antwerpy        | Belgie            | 24. březen 1991              |
| 20.    | MS 1992     | Boston          | USA               | 21. březen 1992              |
| 21.    | MS 1993     | Amorebieta      | Španělsko         | 28. březen 1993              |
| 22.    | MS 1994     | Budapešť        | Maďarsko          | 26. březen 1994              |
| 23.    | MS 1995     | Durham          | Velká Británie    | 25. březen 1995              |
| 24.    | MS 1996     | Stellenbosch    | Jižní Afrika      | 23. březen 1996              |
| 25.    | MS 1997     | Turín           | Itálie            | 23. březen 1997              |
| 26.    | MS 1998     | Marakeš         | Maroko            | 21. březen a 22. březen 1998 |
| 27.    | MS 1999     | Belfast         | Velká Británie    | 27. březen a 28. březen 1999 |
| 28.    | MS 2000     | Vilamoura       | Portugalsko       | 18. březen a 19. březen 2000 |
| 29.    | MS 2001     | Oostende        | Belgie            | 24. březen a 25. březen 2001 |
| 30.    | MS 2002     | Dublin          | Irsko             | 23. březen a 24. březen 2002 |
| 31.    | MS 2003     | Lausanne        | Švýcarsko         | 29. březen a 30. březen 2003 |
| 32.    | MS 2004     | Brusel          | Belgie            | 20. březen a 21. březen 2004 |
| 33.    | MS 2005     | Saint-Galmier   | Francie           | 19. březen a 20. březen 2005 |
| 34.    | MS 2006     | Fukuoka         | Japonsko          | 1. duben a 2. duben 2006     |
| 35.    | MS 2007     | Mombasa         | Keňa              | 24. březen 2007              |
| 36.    | MS 2008     | Edinburgh       | Velká Británie    | 30. březen 2008              |
| 37.    | MS 2009     | Amman           | Jordánsko         | 28. březen 2009              |
| 38.    | MS 2010     | Bydhošť         | Polsko            | 28. březen 2010              |
| 39.    | MS 2011     | Punta Umbría    | Španělsko         | 20. březen 2011              |
| 40.    | MS 2013     | Bydhošť         | Polsko            | 24. březen 2013              |
| 41.    | MS 2015     | Guiyang         | Čína              | 28. březen 2015              |
| 42.    | MS 2017     | Kampala         | Uganda            | 26. březen 2017              |
| 43.    | MS 2019     | Aarhus          | Dánsko            | 30. březen 2019              |
| 44.    | MS 2021     | Bathurst        | Austrálie         | 20. březen 2021              |